# Agaricus abruptibulbus
Agaricus abruptibulbus (Charles Horton Peck, 1905) sin. Psalliota abruptibulba (Charles Horton Peck, 1905 ex Calvin Henry Kauffman, 1918) din încrengătura Basidiomycota, în familia Agaricaceae și de genul Agaricus este o  specie saprofită de ciuperci comestibile, numită în popor migdală(migdale) de pământ. Buretele crește în România, Basarabia și Bucovina de Nord de la câmpie la munte, în păduri de conifere, solitar sau în grupuri mici de 2 până 3 exemplare, preferat adâncite în așternut de ace de molizi. Perioada de dezvoltare o are din (iunie) iulie până în octombrie (noiembrie).

## Istoric
Specia a fost descrisă pentru prima dată de micologul american Charles Horton Peck, mai întâi sub numele Agaricus abruptus (1900), schimbându-l apoi în cel actual (2019) și publicat în Bulletin of the New York State Museum din 1905.
După ce micologul german Paul Kummer l-a redenumit genul în Psalliota, în dependență de Elias Magnus Fries, în cartea sa Der Führer in die Pilzkunde din anul 1871, această nouă denumire a fost preluată de cei mai mulți colegi ai lui până la revenirea la taxonul lui Carl von Linné. În consecință, și speciile au fost redenumite și ciuperca aici descrisä a ascultat pentru mult timp pe numele Psalliota abruptibulba, determinat de botanistul și micologul american Calvin Henry Kauffman (1869–1931) în 1918. Această denumire se mai găsește în cărți micologice mai vechi. 

## Descriere

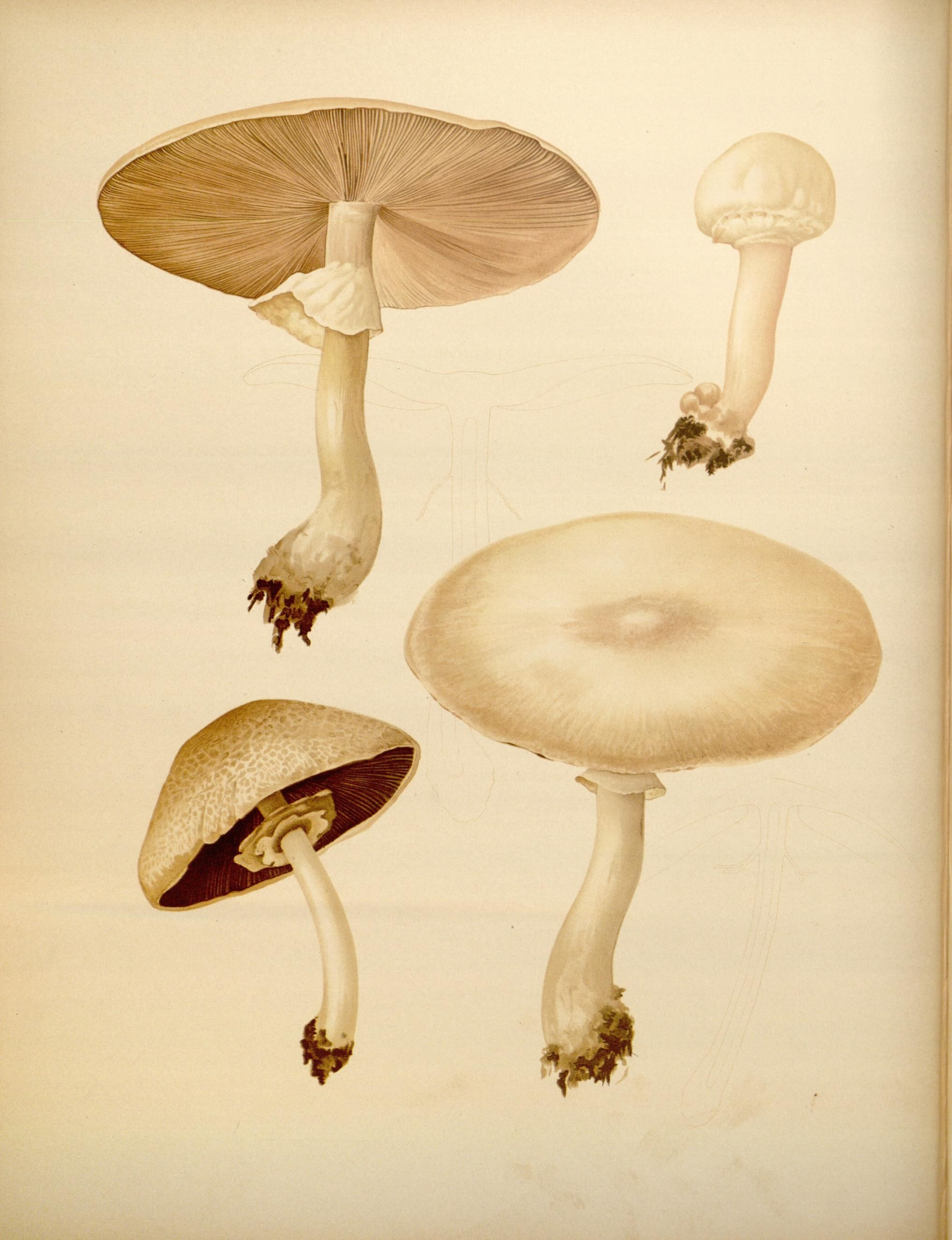
Farlow: A. abruptibulbus

- Pălăria: are un diametru de 8-12 cm  și este amenajată central peste picior, fiind  inițial semisferică, cu marginea răsfrântă către picior, dar se aplatizează destul de repede, devenind la bătrânețe aproape plană, fiind atunci adesea slab cocoșată. Cuticula este uscată cu aspect mătăsos în centru și slab flocos spre margine, prezentând niciodată solzi sau scuame. Coloritul este de un alb pur, dar capătă odată cu vârsta sau pe vreme uscată trăsături galbene. Se colorează la atingere sau leziune imediat galben ca lămâia.
- Lamelele: sunt lungi, aglomerate, subțiri și libere, inițial palide, albuie, schimbând coloritul apoi în pal gălbui-roz, și la bătrânețe în brun-negricios.
- Piciorul: are o înălțime de 10-12 cm, o lățime de 1-1,5 cm, este zvelt, cilindric, adesea ceva excentric, deja în tinerețe gol pe interior, lucios precum slab flocos-solzos, sfârșind într-un mic bulb mărginit și turtit fără volvă. Coloritul este alb, spre pălărie nu rar cu nuanțe de roz, devenind la bătrânețe negricios în jurul bazei. Prezintă un inel ca un tubuleț, fraged, larg, pliat și neregulat, partea superioară fiind netedă, iar cea inferioară ușor focoasă, situat destul de sus spre pălărie.
- Carnea: este în pălărie albă, iar în tijă palidă, ceva fragilă, pe măsura avansării în vârstă moale, îngălbenind viu (nici odată înroșind) după tăiere. Buretele este de gust dulceag, având un miros slab de migdale.
- Caracteristici microscopice: Sporii sunt bruni, netezi și ovoidali cu o dimensiune cuprinsă între 6-8 × 4-5 microni. Culoarea lor este brun-purpurie. Basidiile poartă 4 sterigme fiecare.[3][4]
- Reacții chimice: Buretele se decolorează cu Hidroxid de potasiu galben.[9]

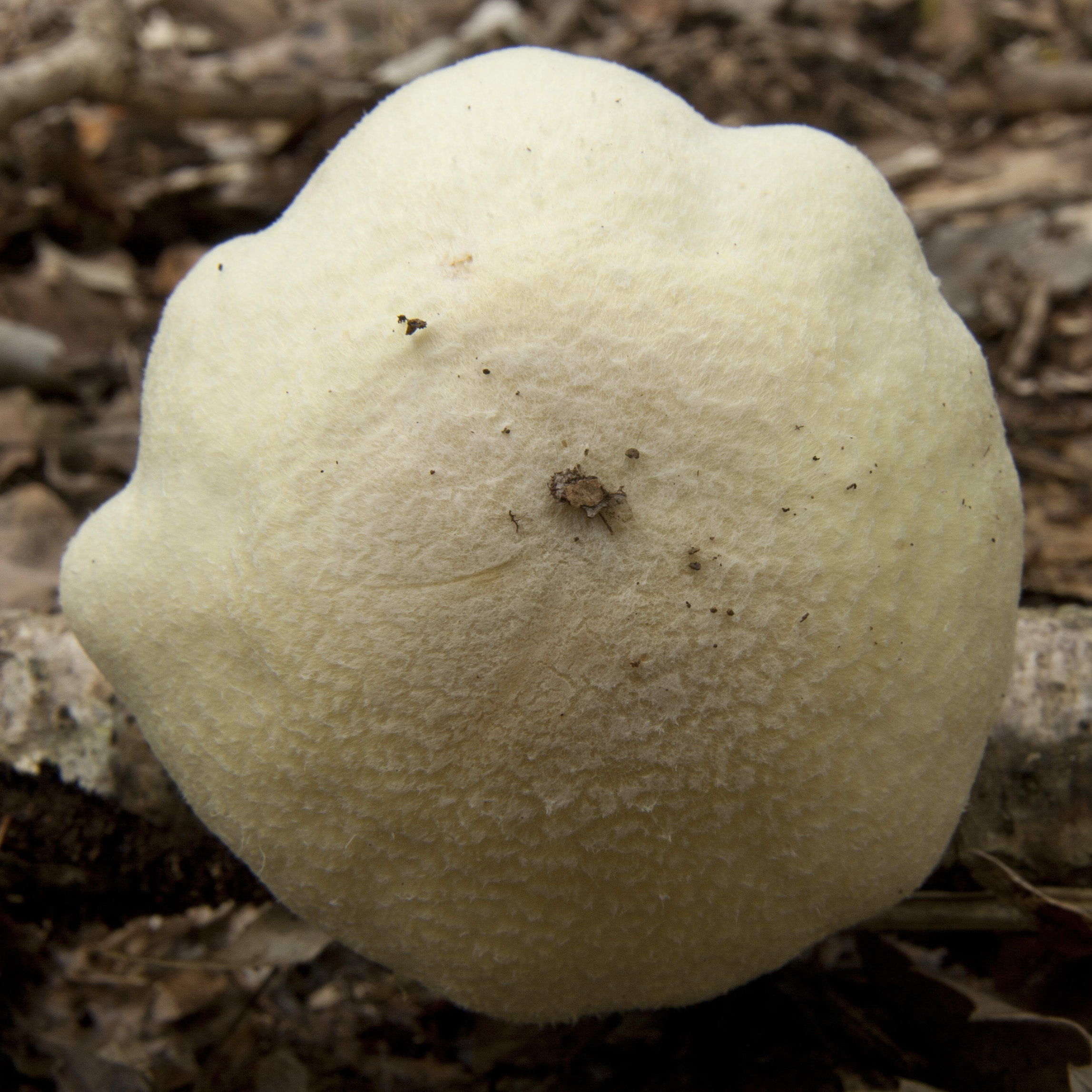
A. abruptibulbus tânăr: cuticulă
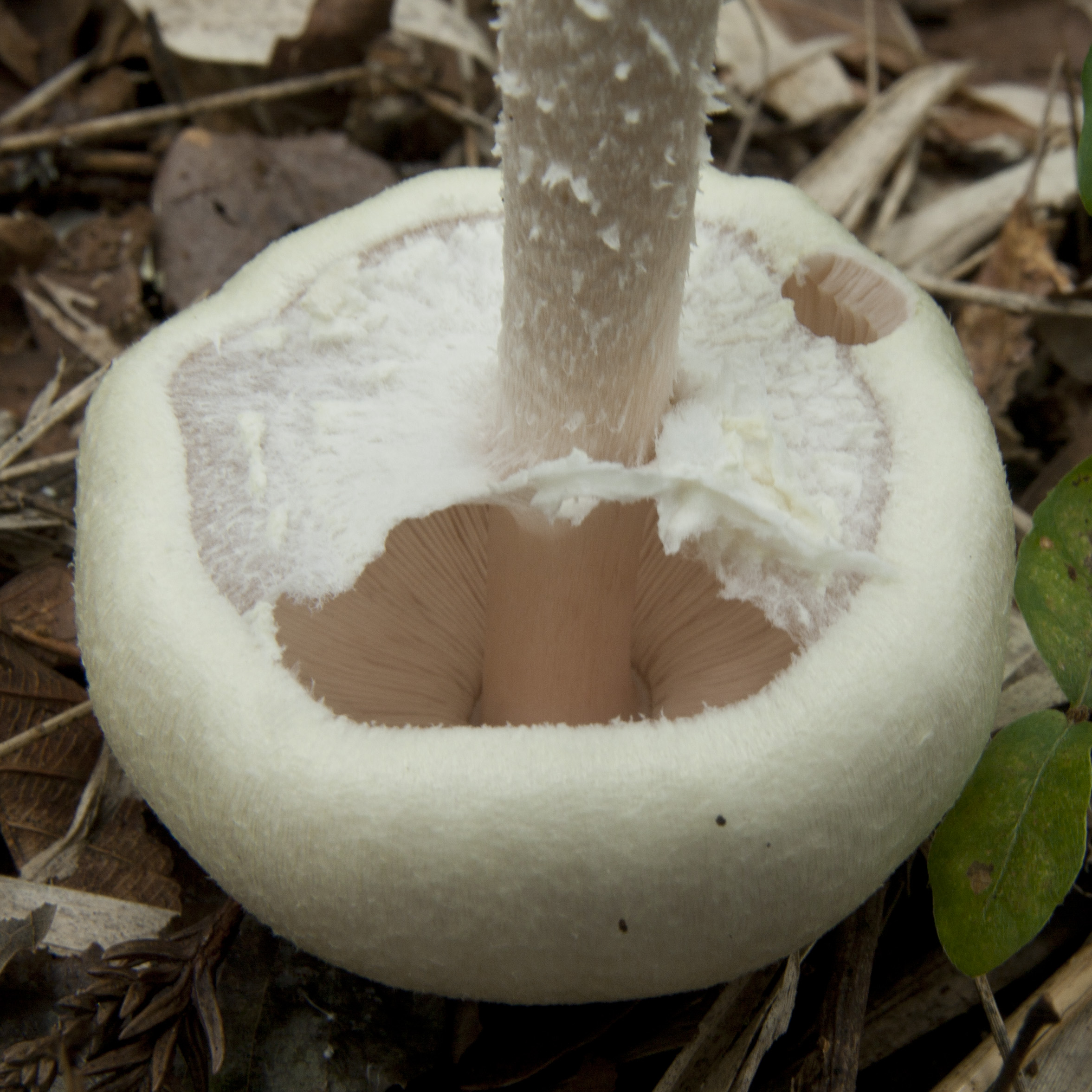
A. abruptibulbus tânăr: picior, văl, lamele
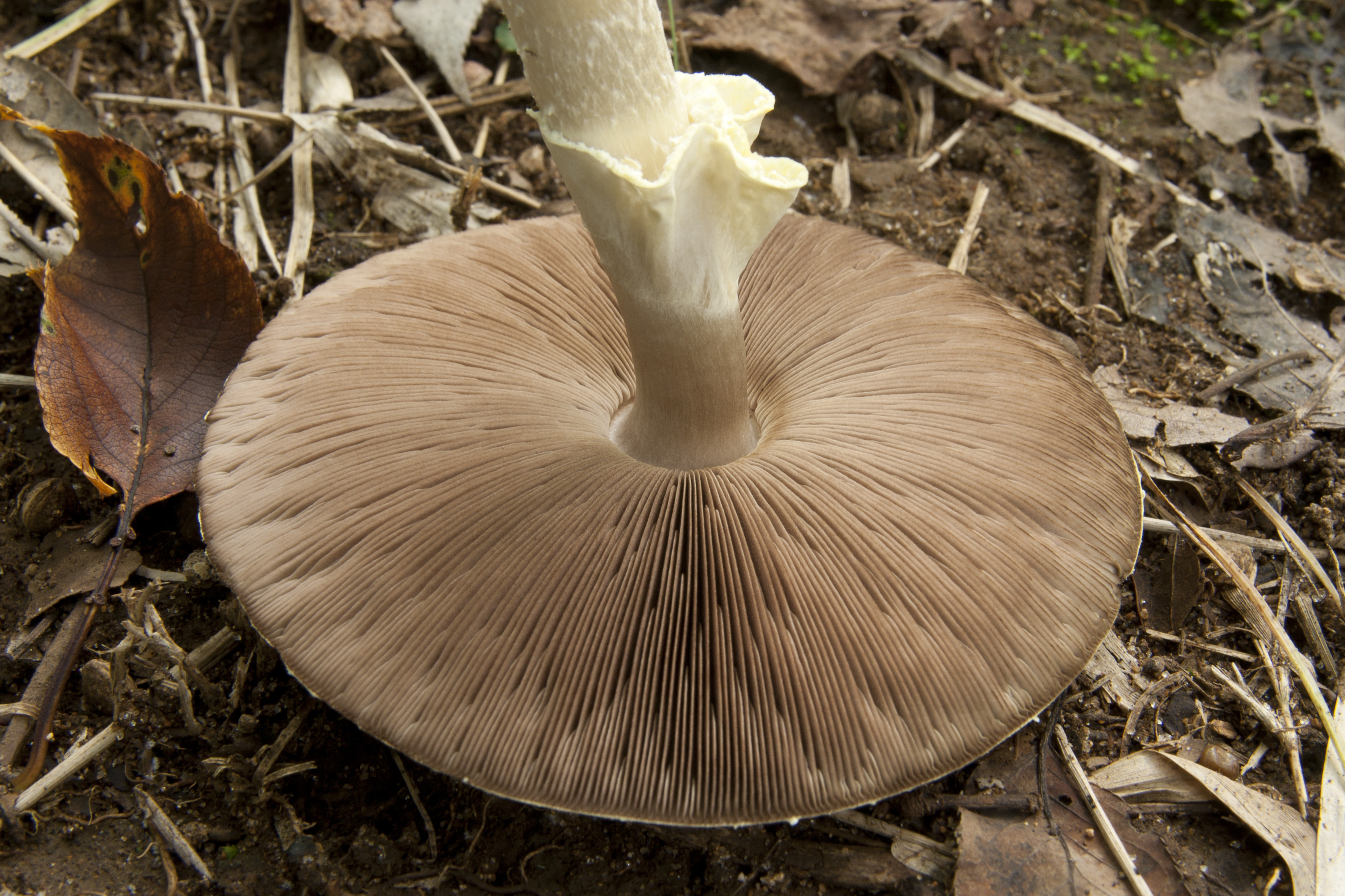
A. abruptibulbus matur: lamele și picior
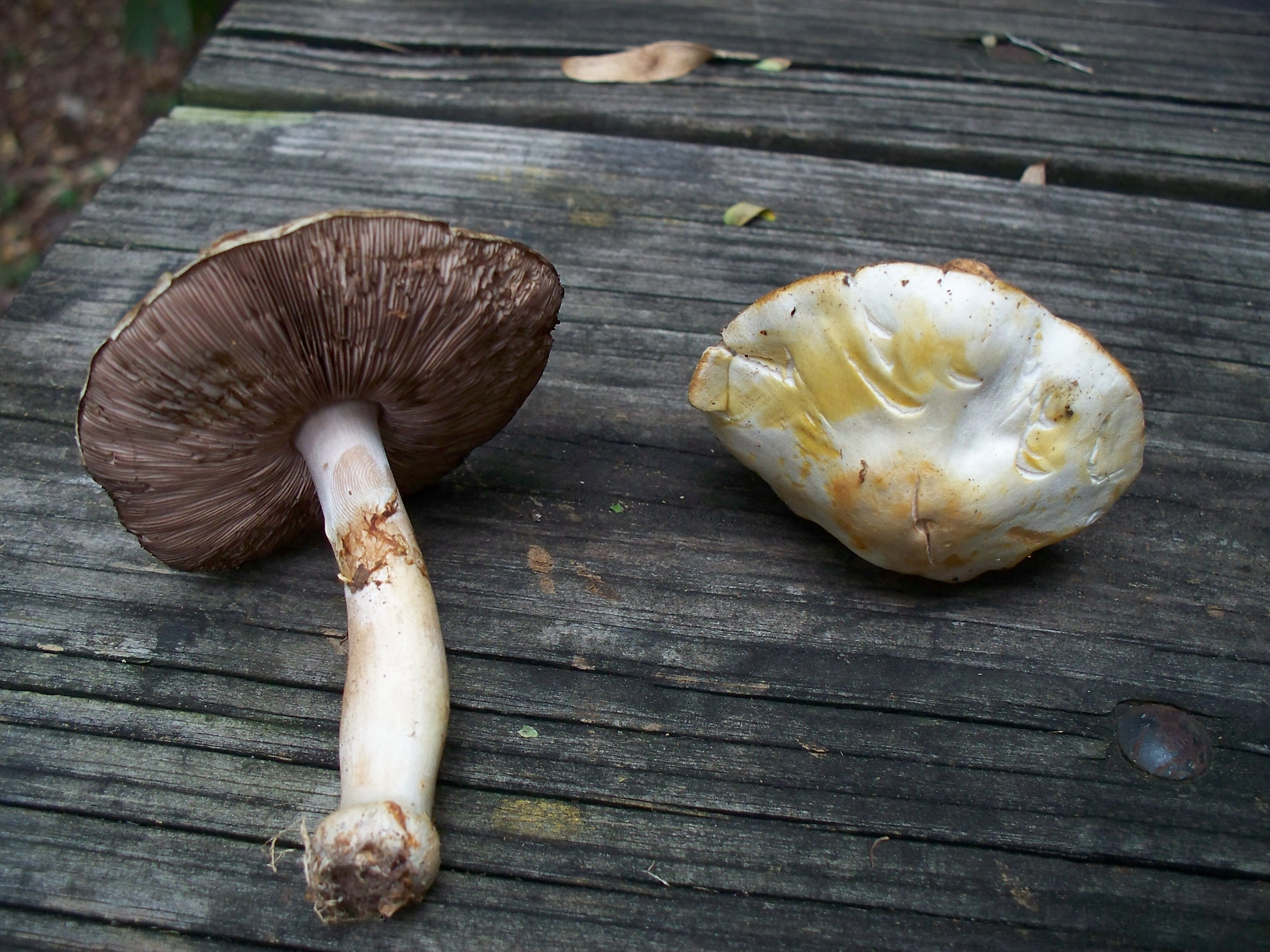
A. abruptibulbus bătrân: lamele, picior și pălărie
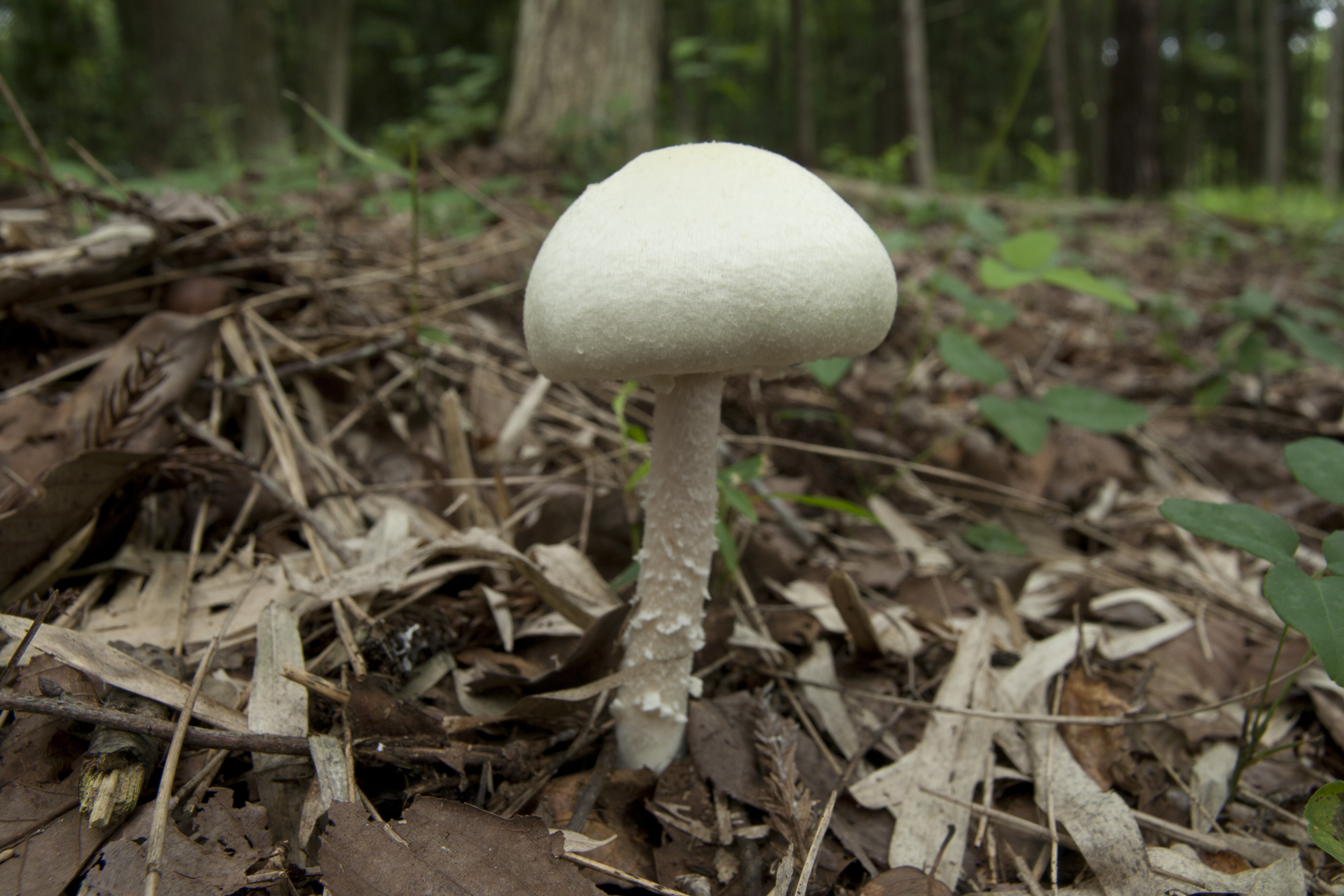
A. abruptibulbus tânăr: vedere lăturalnică
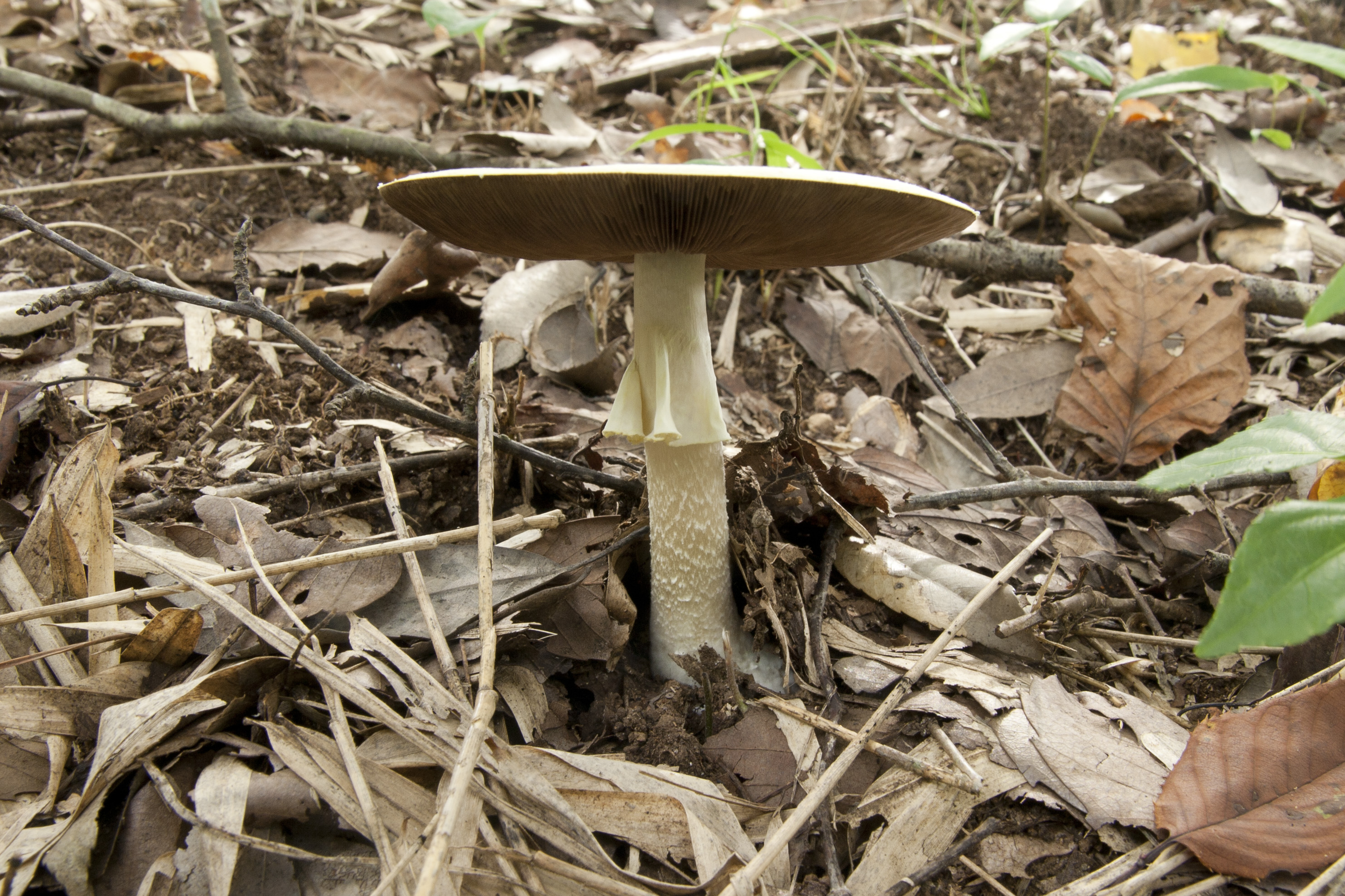
A. abruptibulbus matur: vedere lăturalnică

## Confuzii
În mod general,  migdala de pământ poate fi doar confundată cu alte specii inofensive de genul Agaricus care au miros de anason sau de migdale, cum sunt Agaricus albolutescens (comestibil), Agaricus arvensis, Agaricus bresadolanus (otrăvitor), Agaricus macrosporus. sau Agaricus silvicola, dar și cu cele alte soiuri albuie ale genului Agaricus fără mirosul specific, ca de exemplu cu mai micul Agaricus comtulus, Agaricus bitorquis, Agaricus campestris sau, de asemenea, cu Amanita Eliae, Calocybe gambosa, Leucoagaricus leucothites ori Volvariella speciosa sin. Volvariella gloiocephala. Excepția face otrăvitorul  Agaricus xanthodermus, a cărui carne de bază este colorată mereu galben, mirosind a iod, fenol sau cerneală. Altfel se prezintă situația, dacă un începător ar confunda soiul cu specii letale cum sunt Amanita phalloides, Amanita verna, Amanita virosa Entoloma sinuatum, sau Inocybe erubescens care este în tinerețe alb.

## Specii asemănătoare în imagini

### Specii comestibile

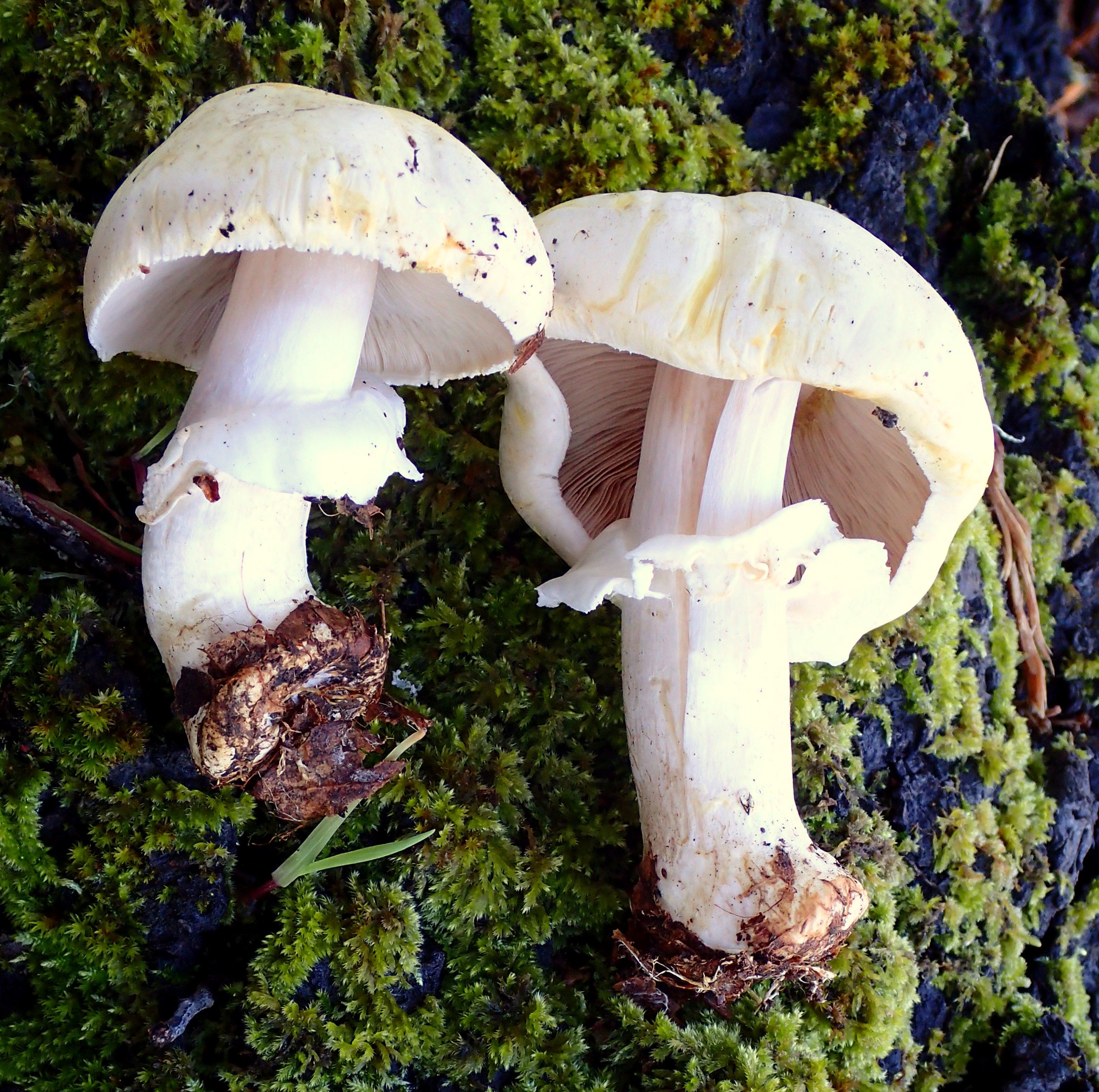
Agaricus albolutescens
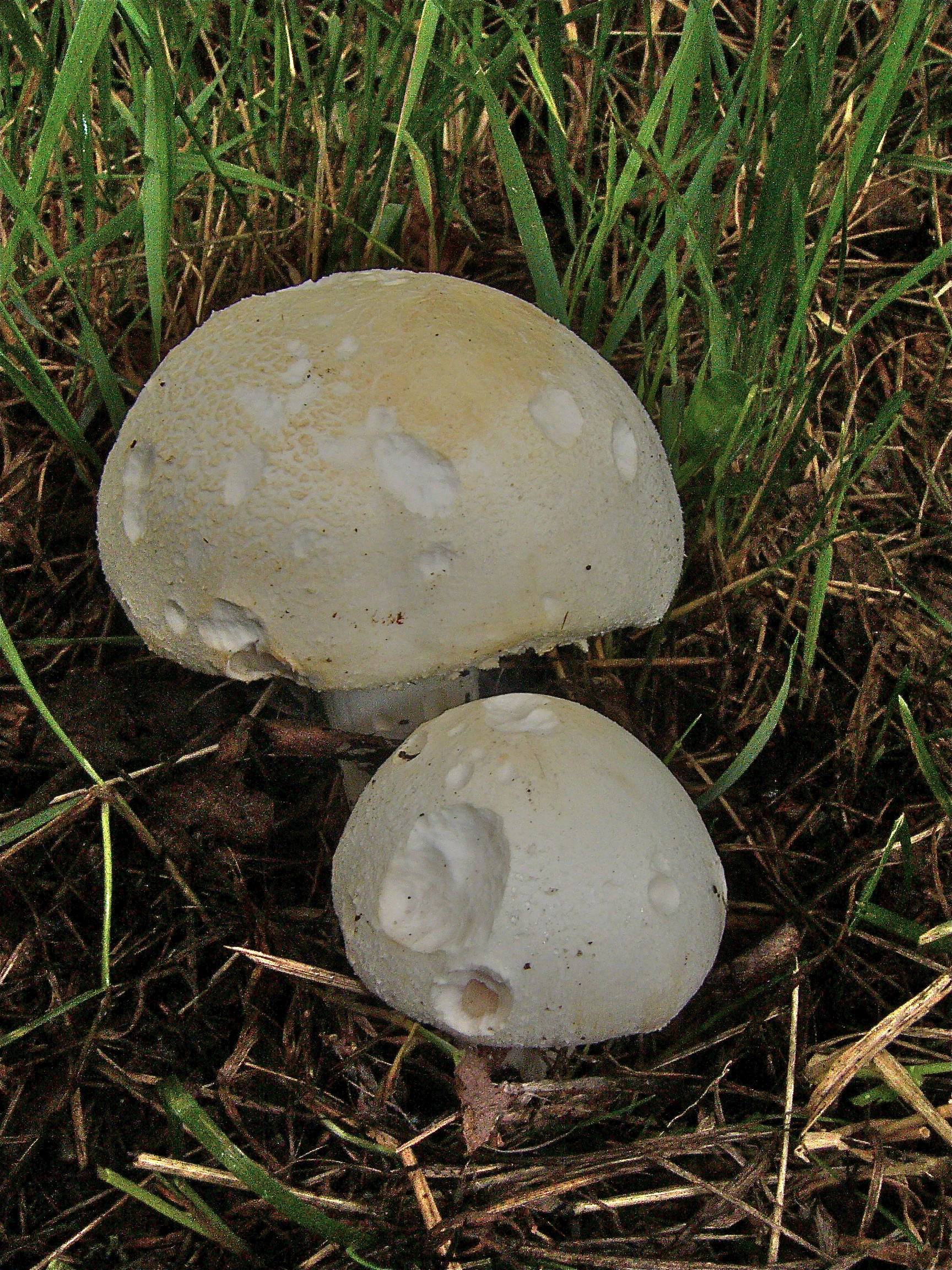
Agaricus arvensis
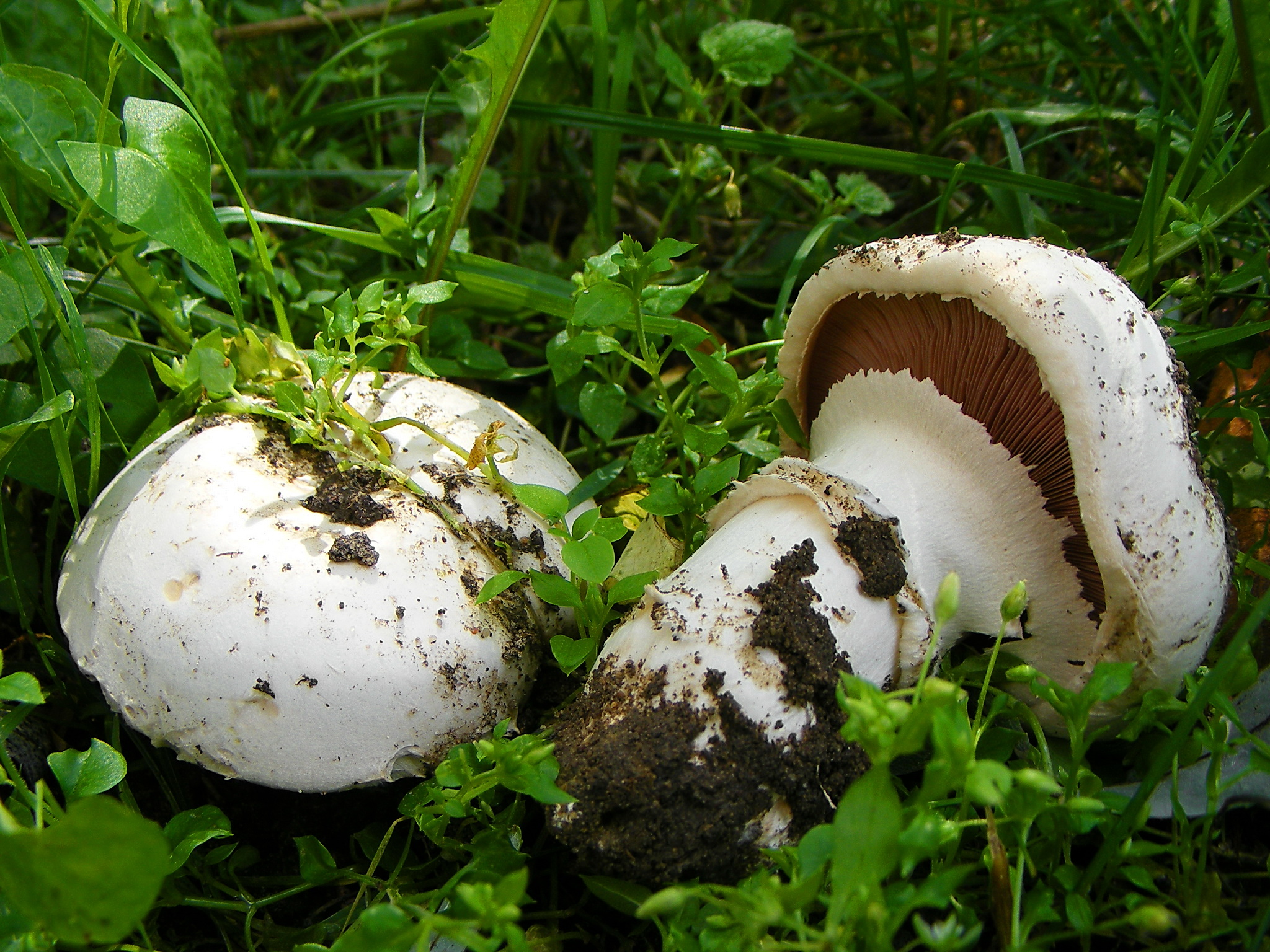
Agaricus bitorquis
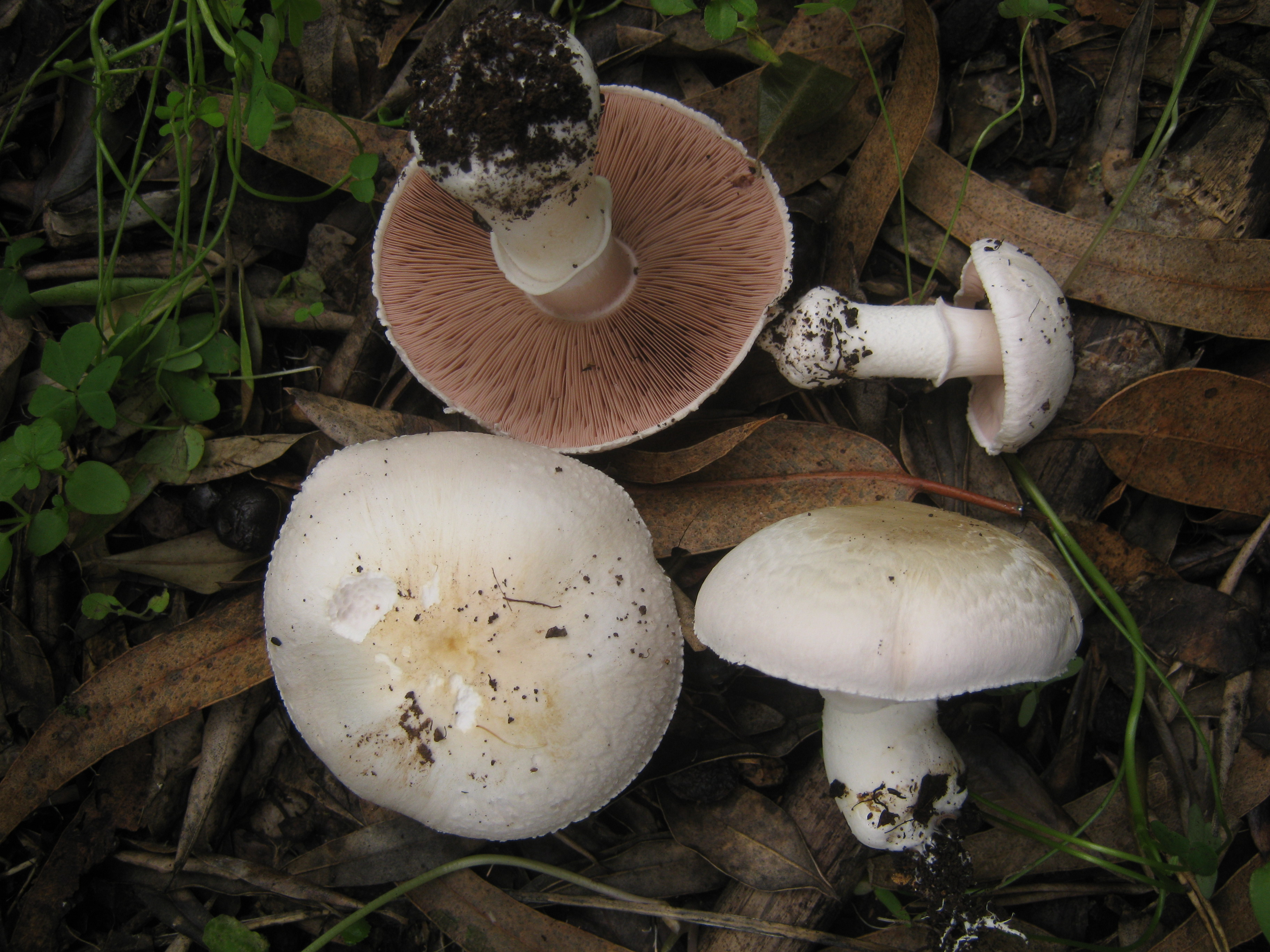
!!Agaricus bresadolanus!!
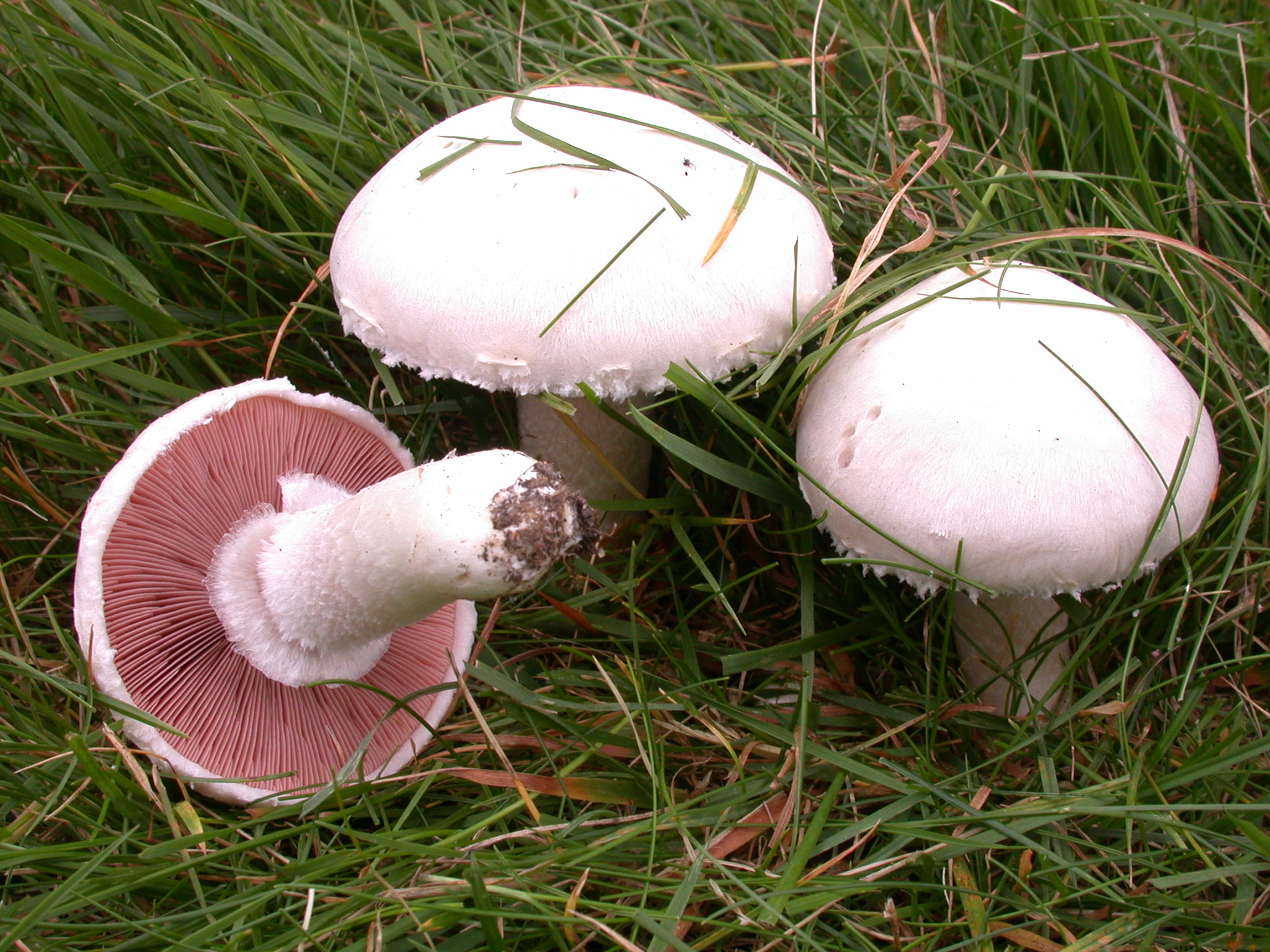
Agaricus campestris
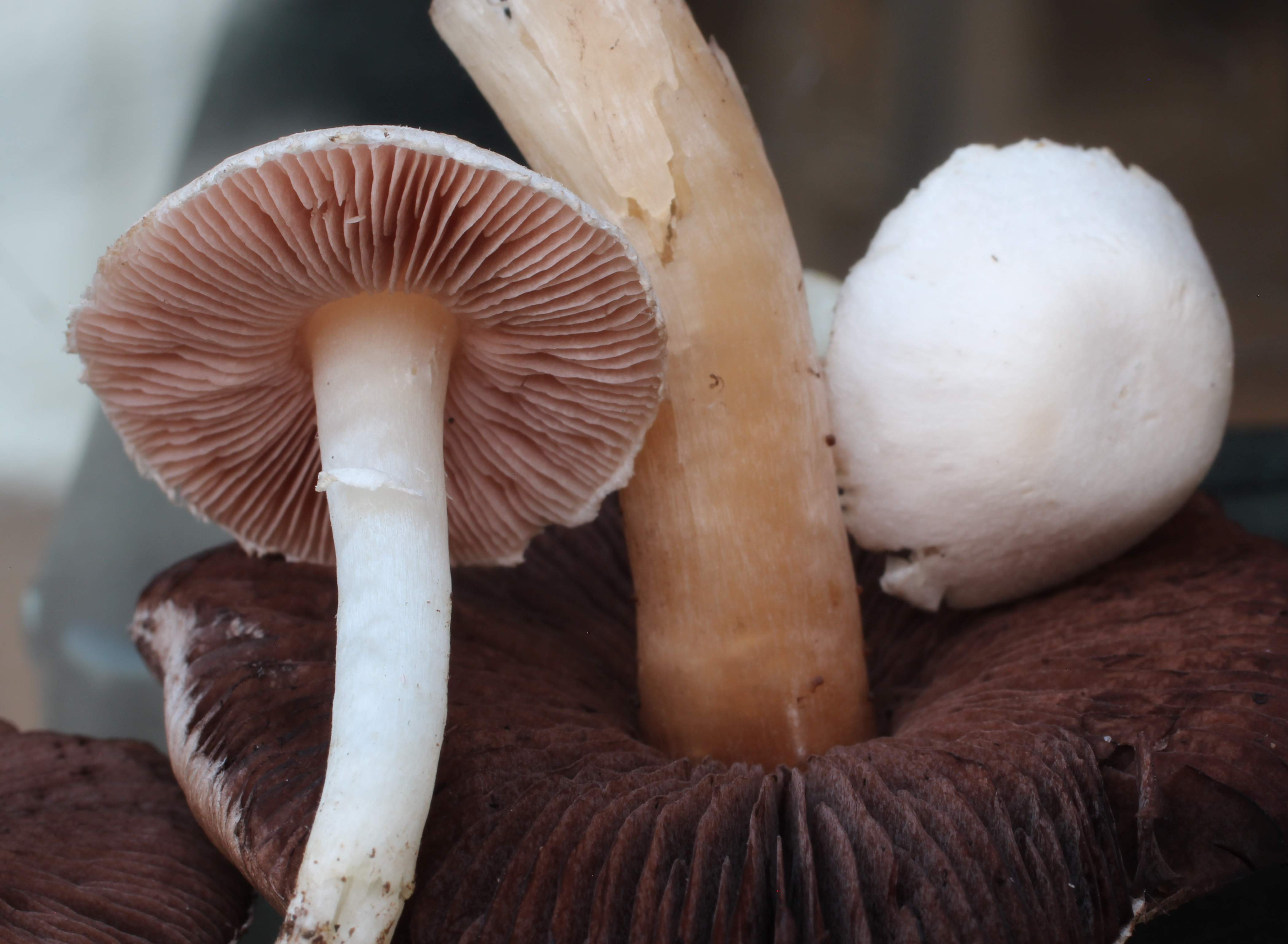
Agaricus comtulus
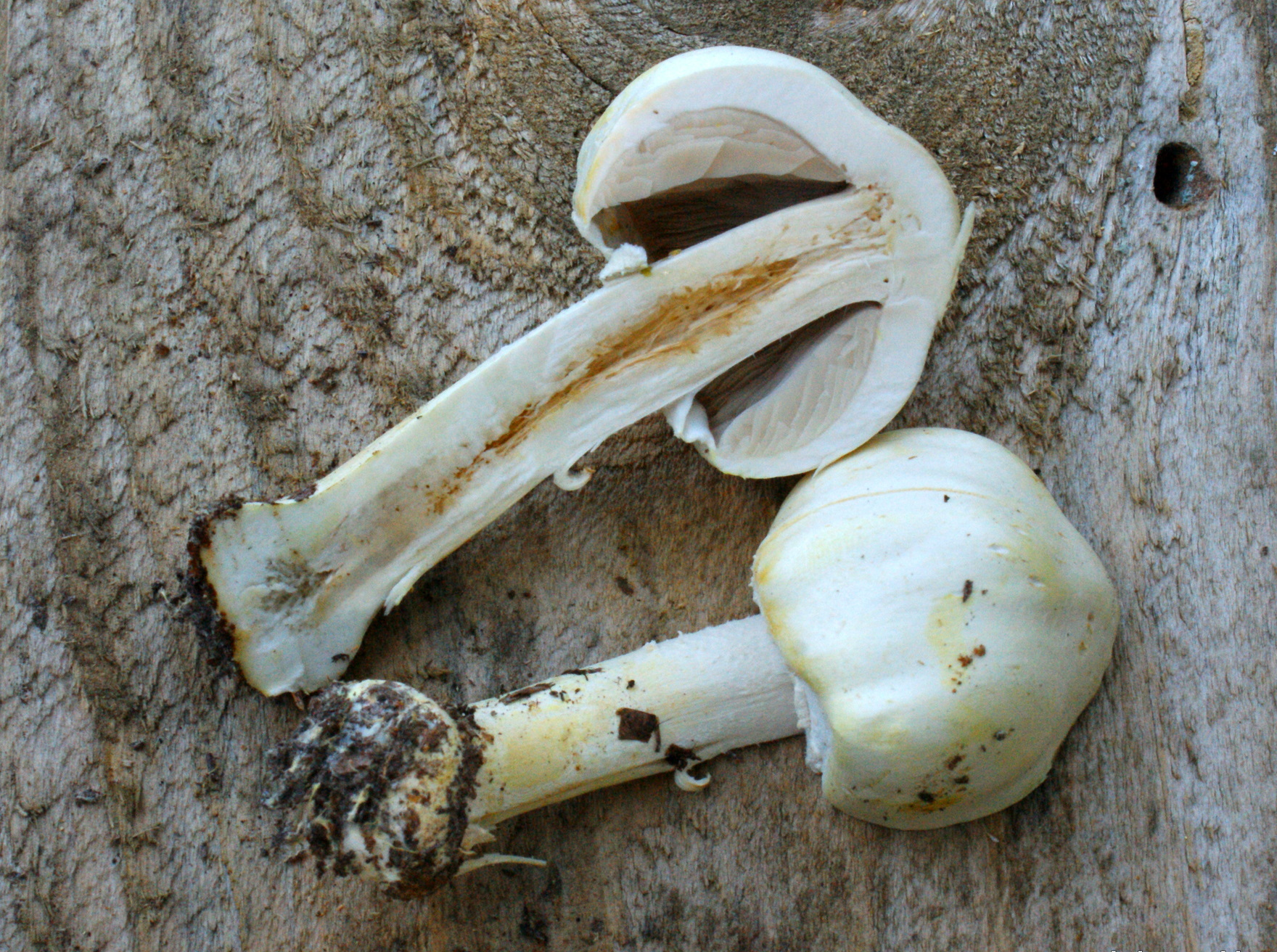
Agaricus silvicola

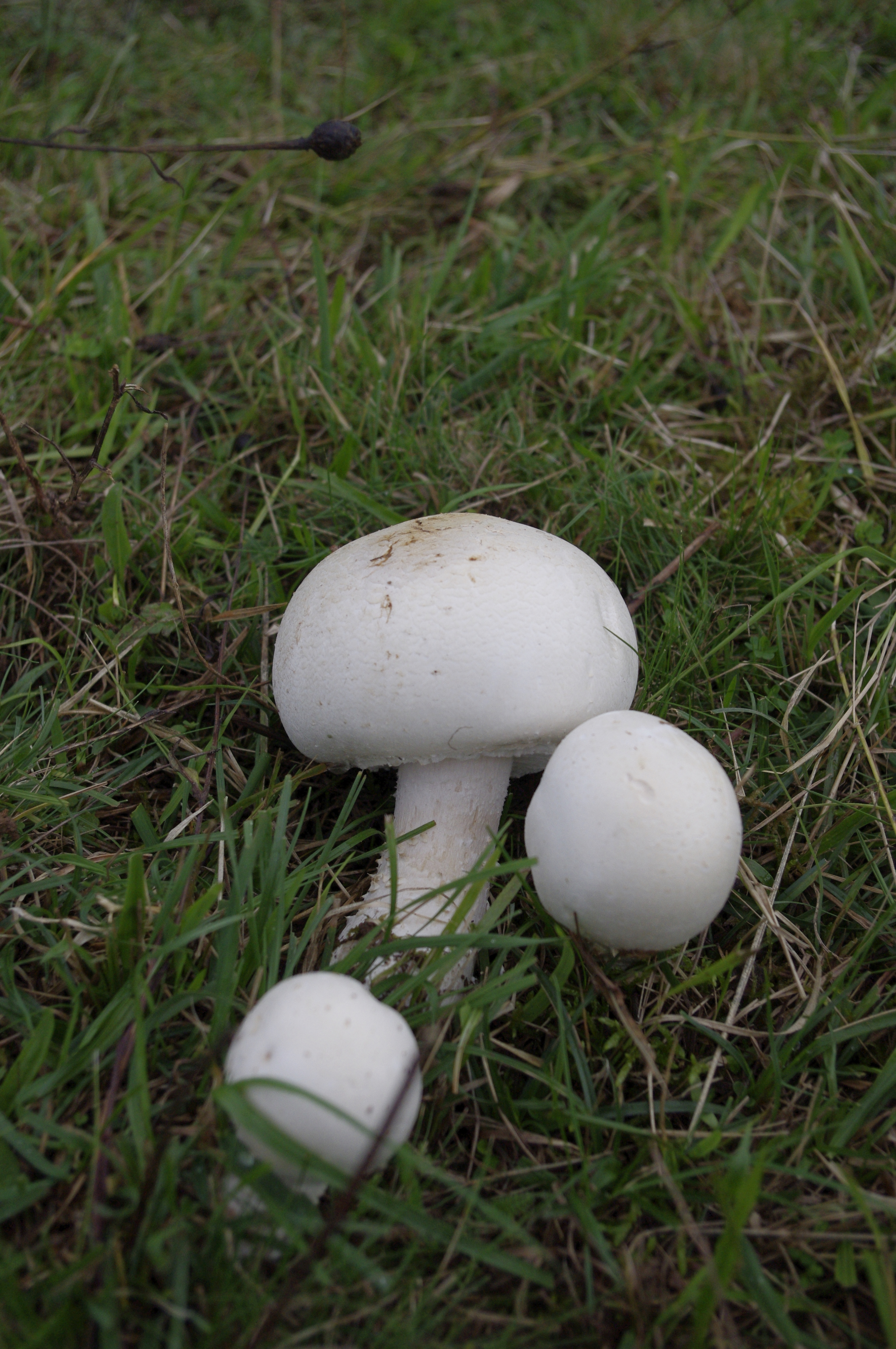
Agaricus macrosporus
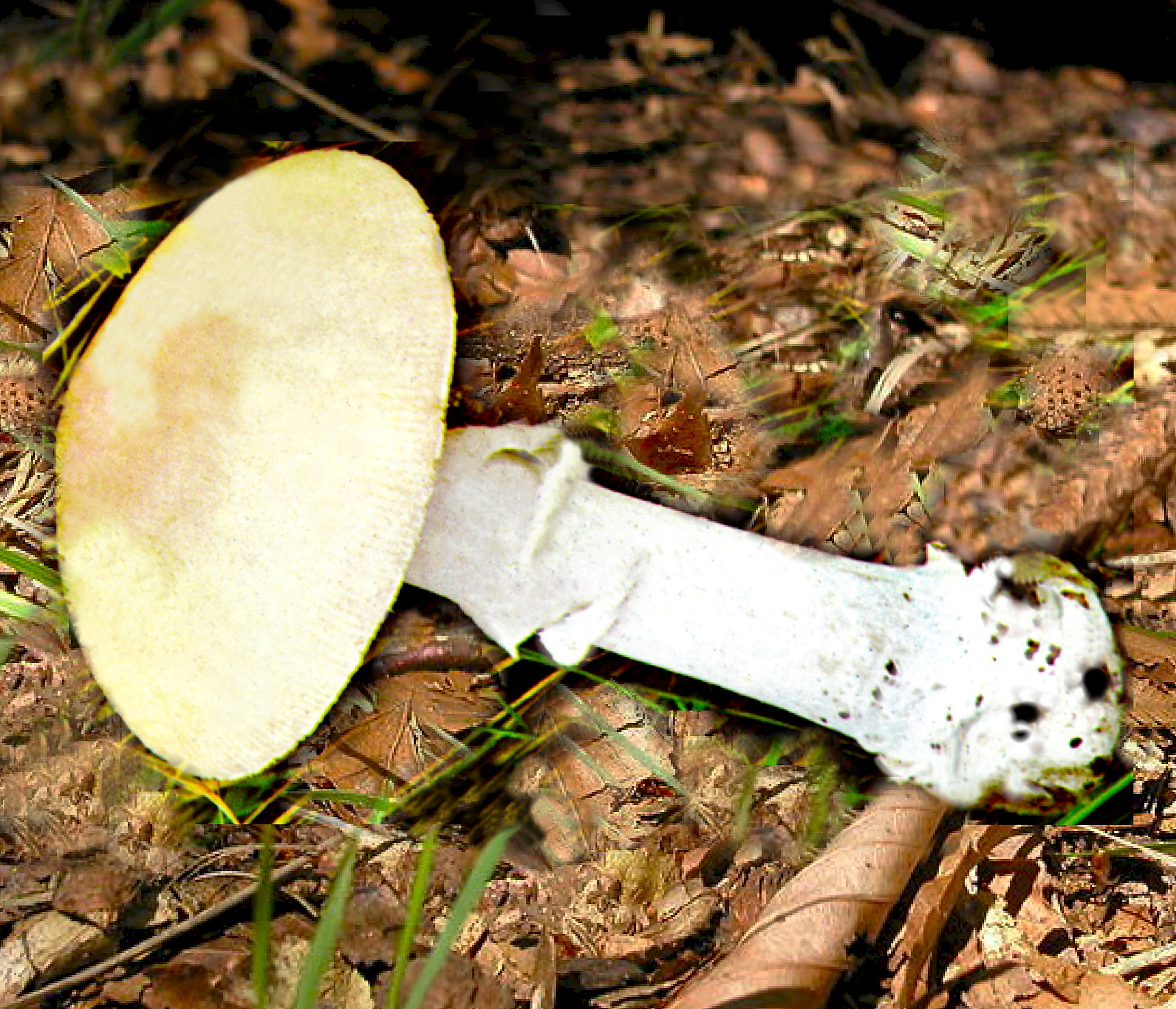
Amanita eliae
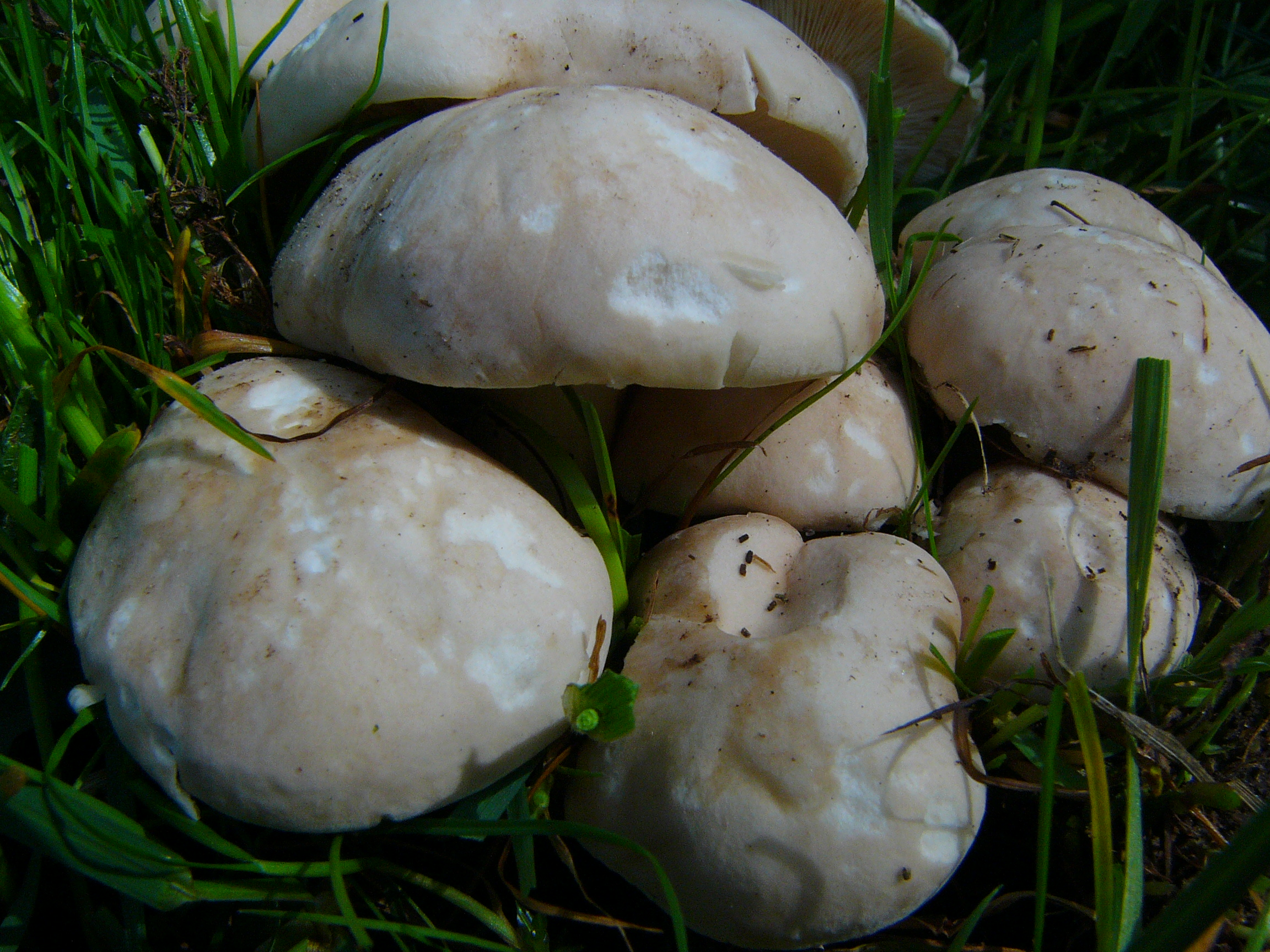
Calocybe gambosa
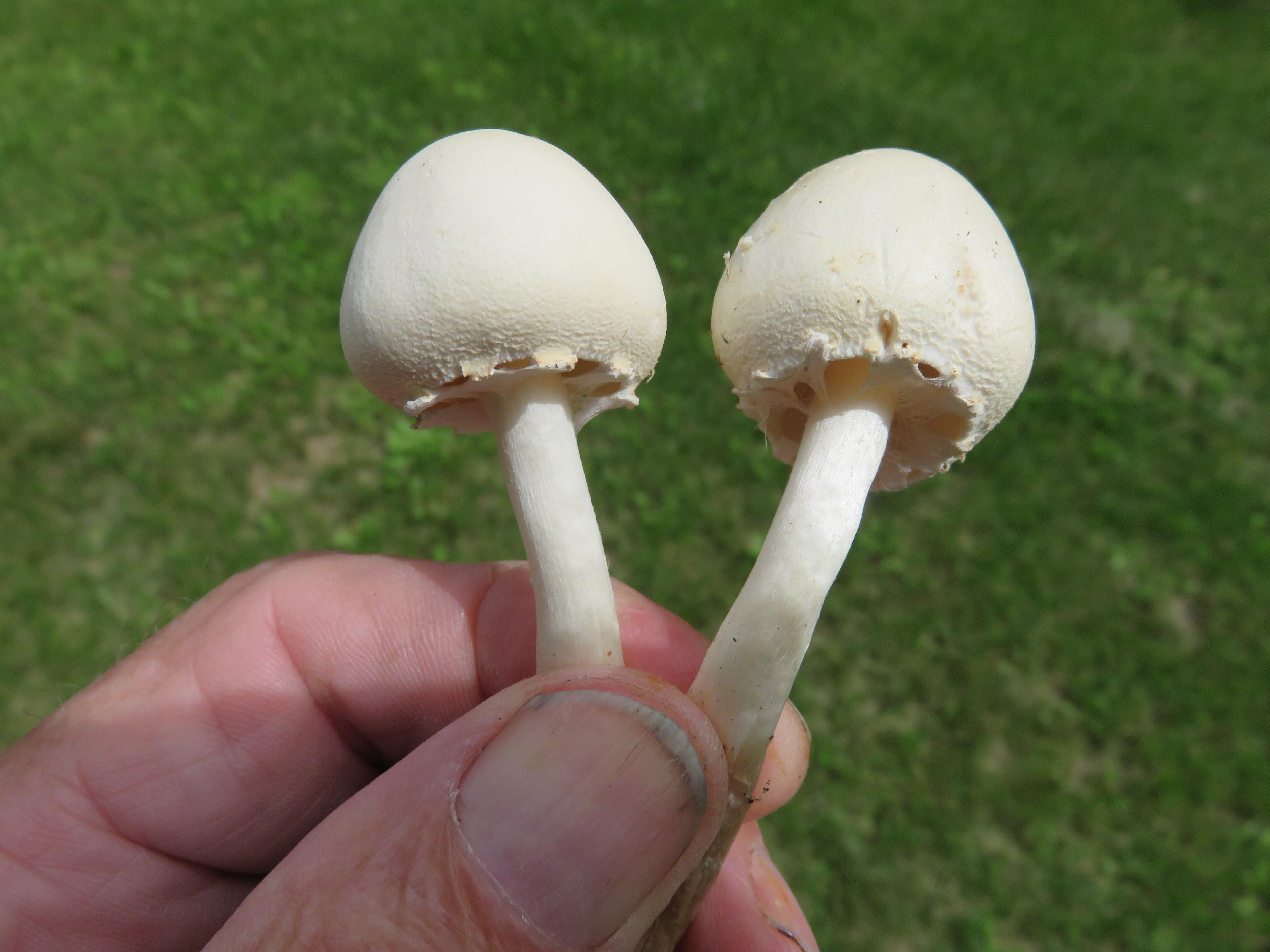
Leucoagaricus leucothites
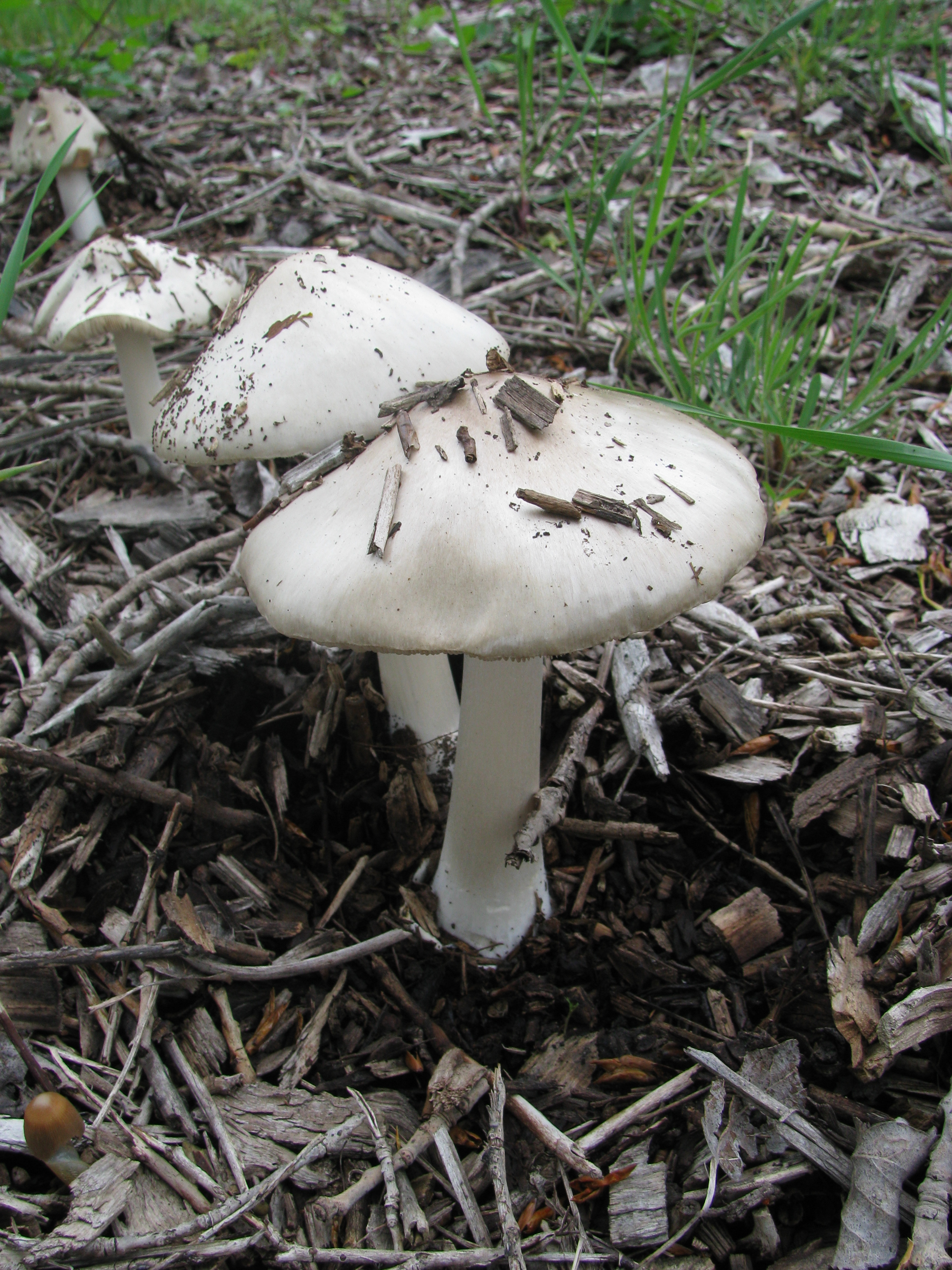
Volvariella speciosa

### Specii otrăvitoare

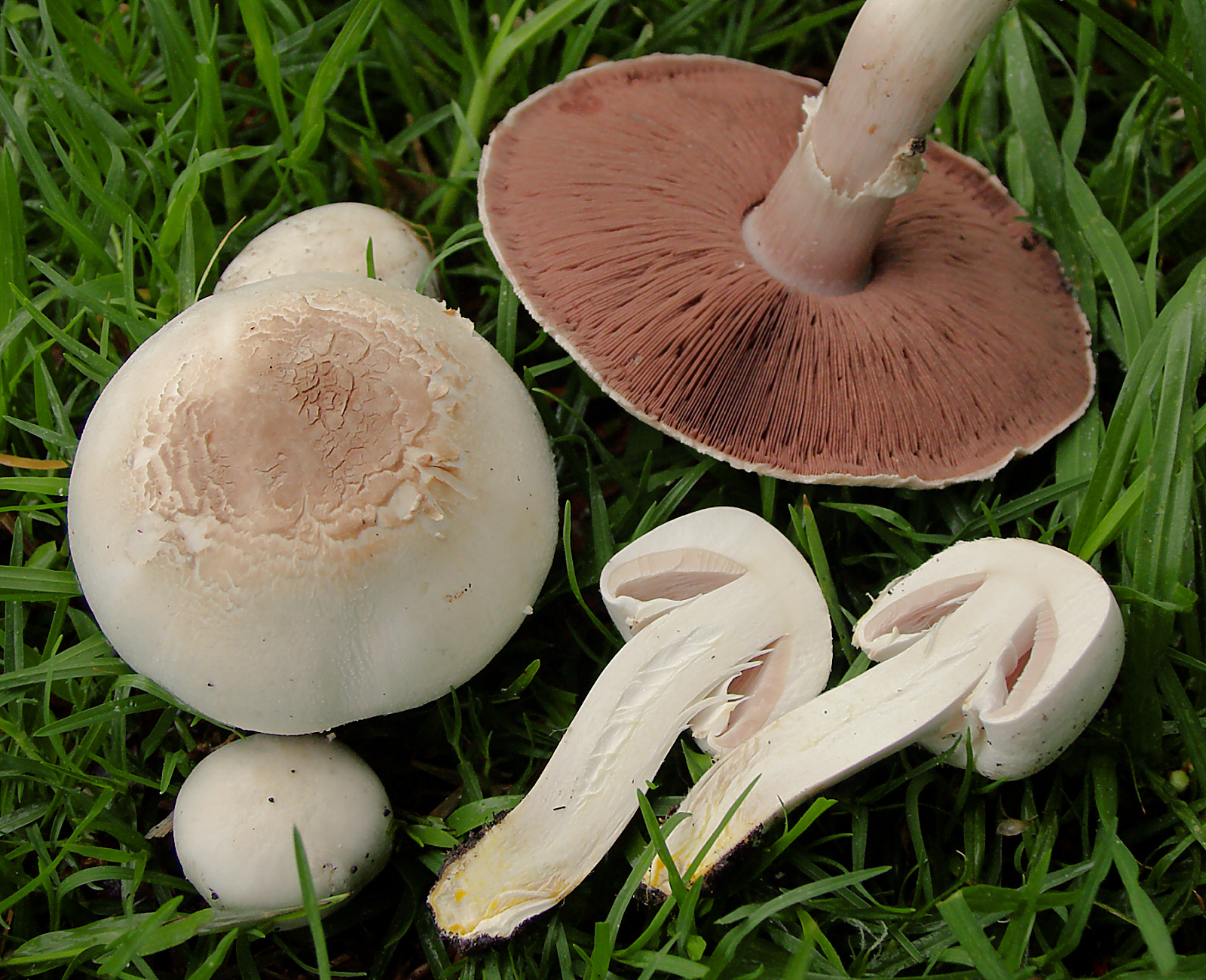
!! Agaricus xanthodermus !!
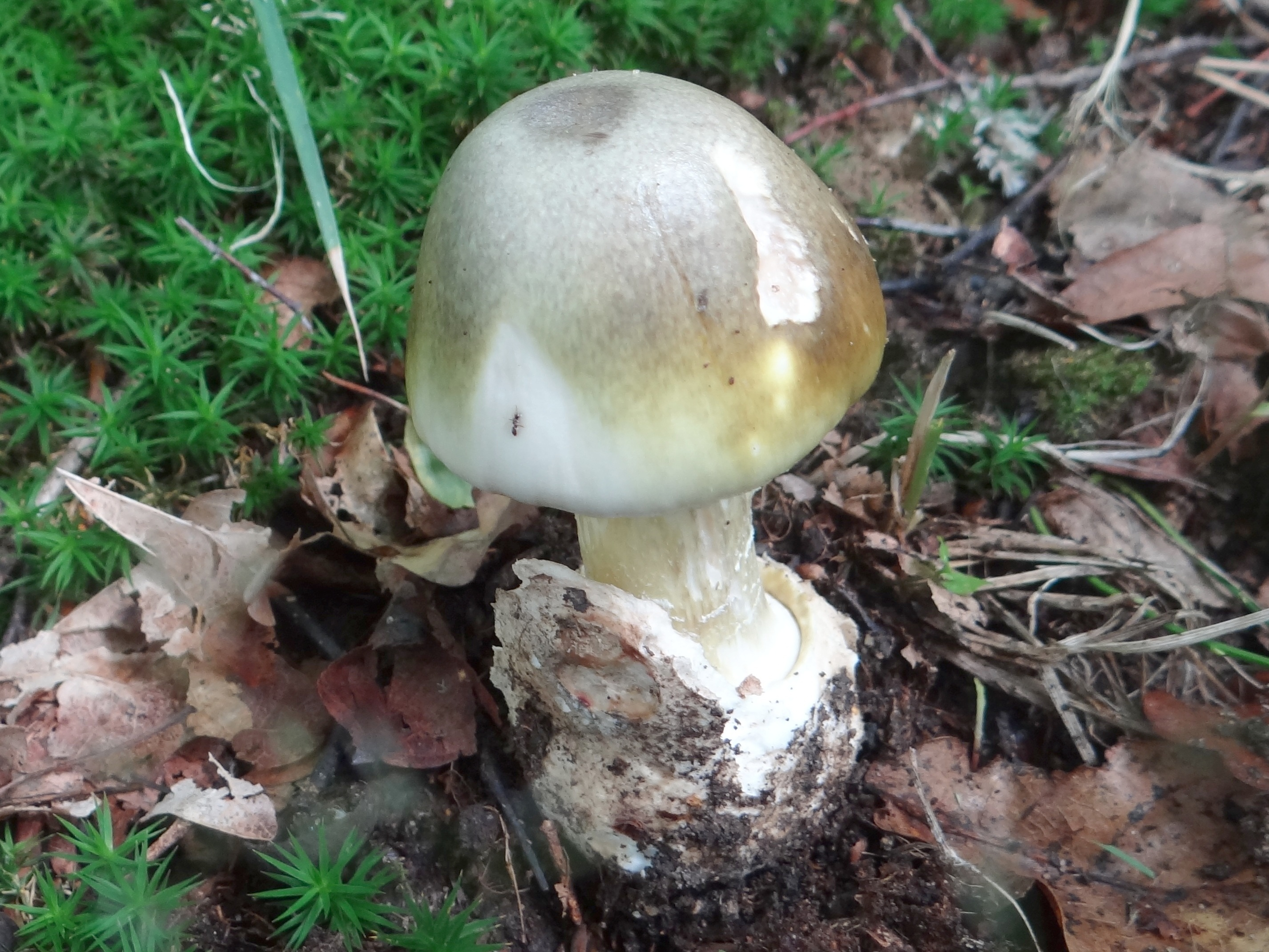
!!! Amanita phalloides !!!
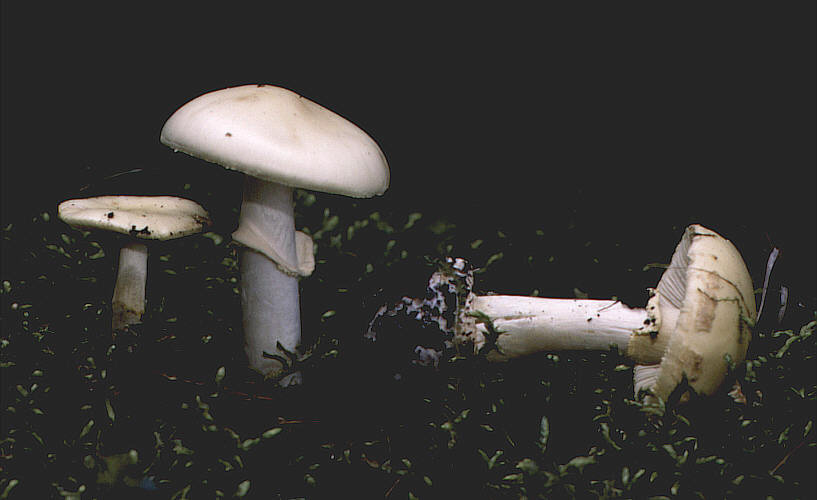
!!! Amanita verna !!!
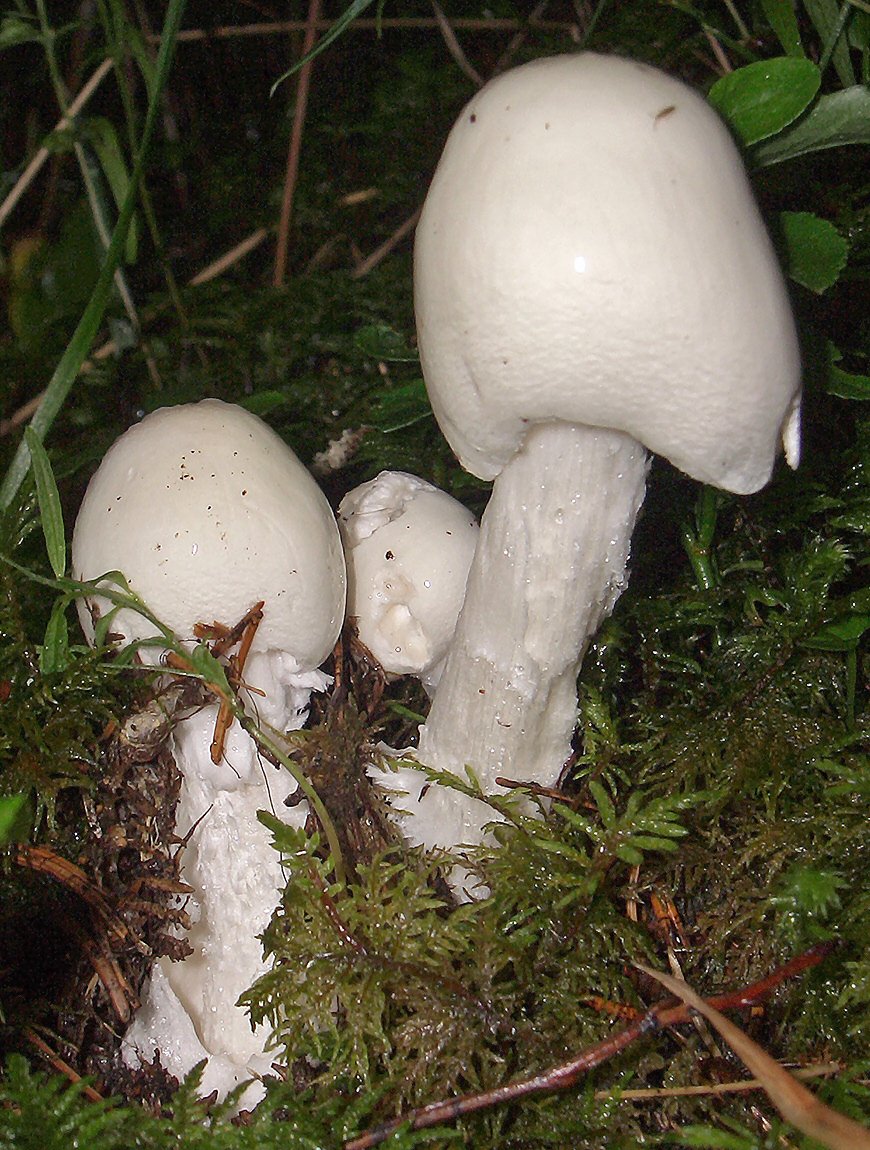
!!! Amanita virosa !!!
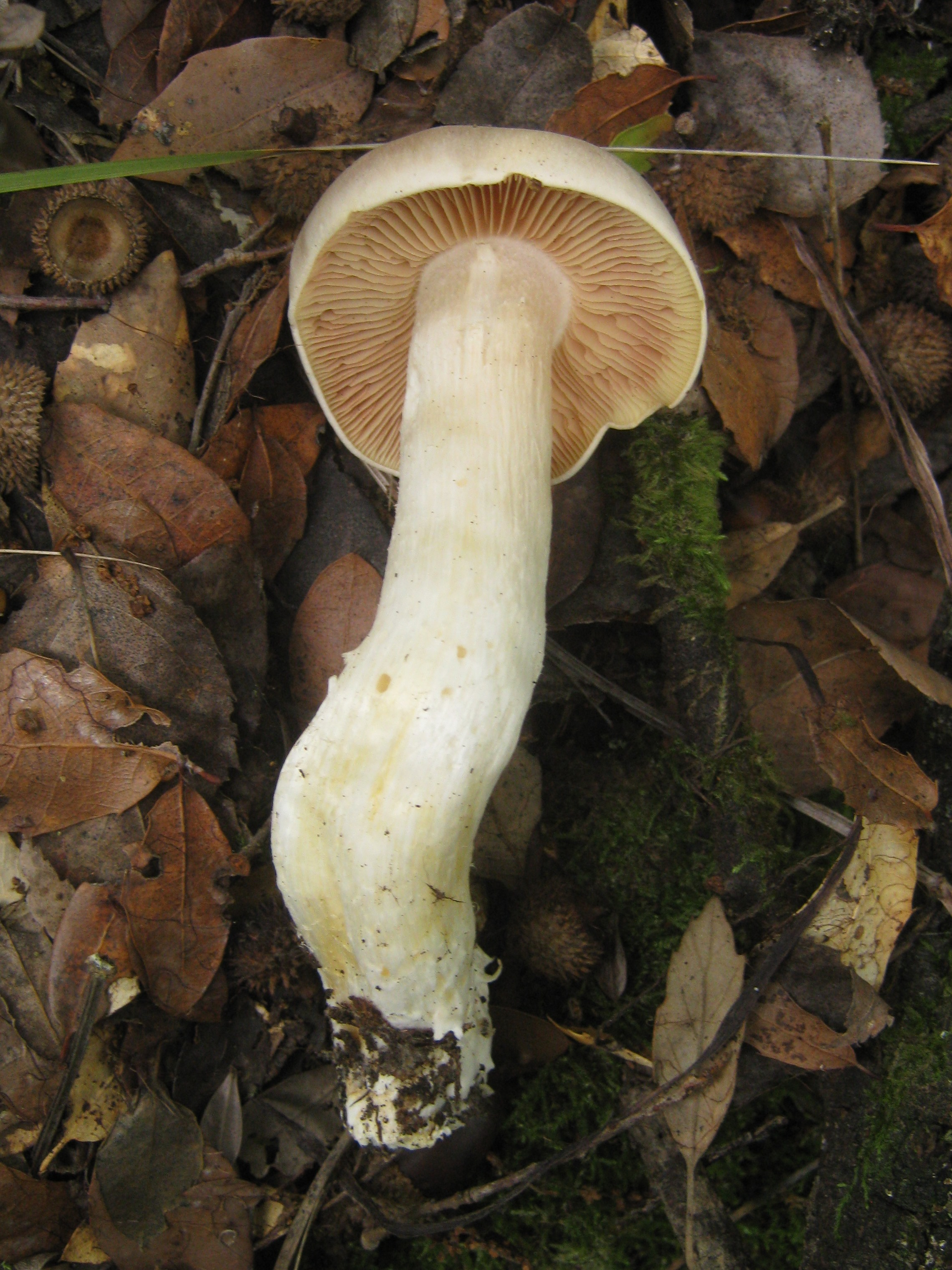
!!!  Entoloma sinuatum !!!
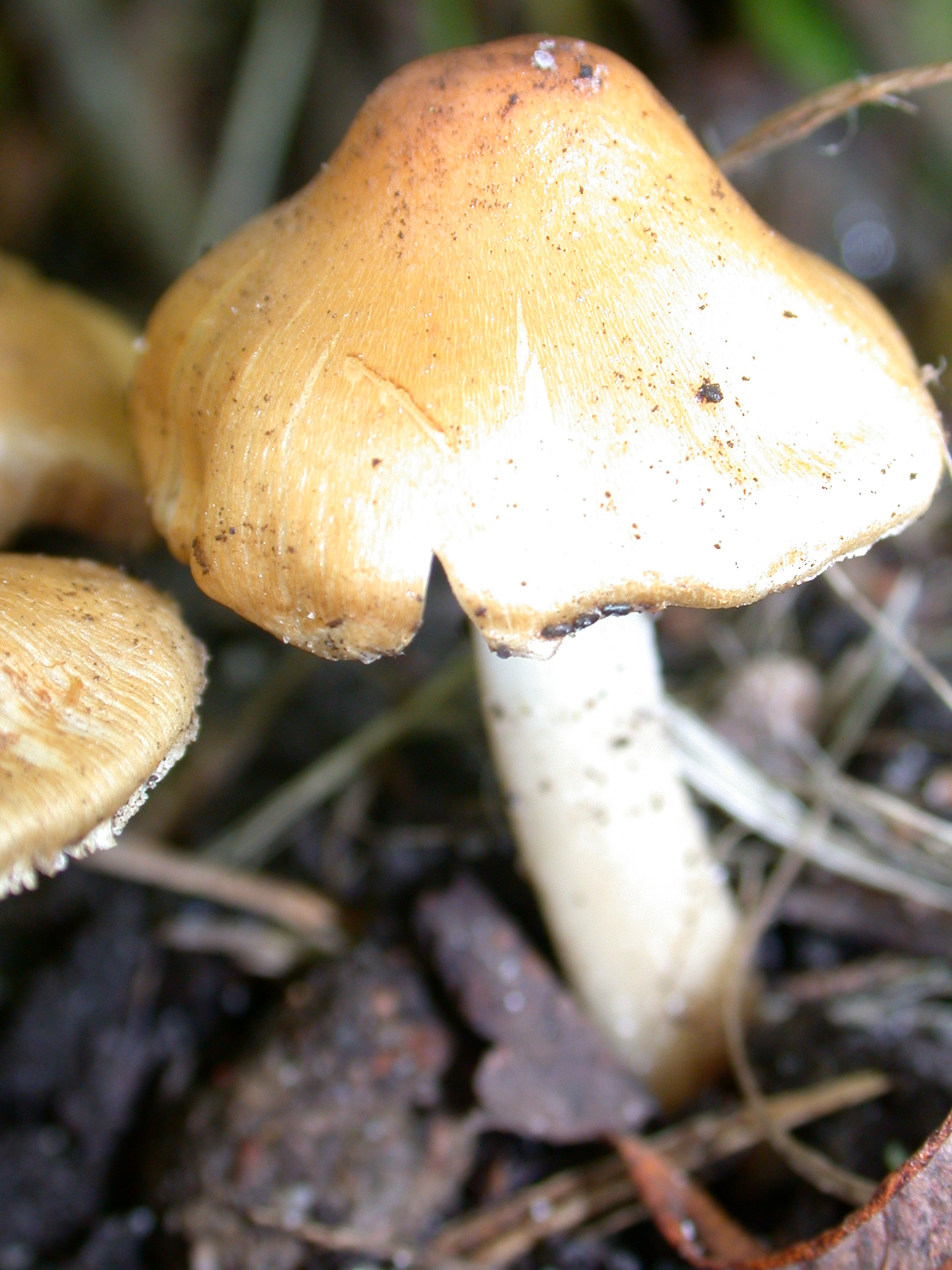
!!! Inocybe erubescens !!!

## Valorificare
Cu toate că această specie nu-și pierde mirosul de migdale în timpul preparării complet, migdala de pământ este un burete mult căutat și consumat, pentru că este gustos și de calitate bună. El  poate fi pregătit ca ciulama, de asemenea împreună cu alte ciuperci sau adăugat la un sos de carne, în special de vânat. Gustos este de asemenea cu jumări de ou, prăjit în unt cu verdețuri, ca umplutura unei plăcinte de foaie sau în mod ardelean (seu de porc, ceapă, ciuperci tăiate, morcov, păstârnac, boia ardei, smântână). Dar nu consumați aceastä specie în cantități mari (vezi jos).
Atenție!
Agaricus abruptibulbus este cunoscut de a bio-acumula elementul toxic cadmiu - cu alte cuvinte, el absoarbe cadmiul mai repede decât îl pierde - astfel încât specimenele colectate în sălbăticie conțin deseori concentrații mai mari ale elementului decât solul în care sunt găsite.